# The Colour of Spring
The Colour of Spring (en español: El color de la primavera) es el tercer álbum de estudio de la banda de rock británica Talk Talk. Fue publicado el 17 de febrero de 1986 a través del sello discográfico EMI. La portada del disco fue diseñada nuevamente por James Marsh; en ella se observan diferentes tipos de polillas formando una cara.
Musicalmente, este álbum tiene un sonido descrito por la propia banda como mucho más "orgánico" que sus trabajos anteriores, con los críticos notando una salida definitiva del sonido synth pop previo, siendo descrito como un álbum de transición para su material futuro más experimental.

## Lista de canciones
Todas las canciones escritas y compuestas por Tim Friese-Greene y Mark Hollis. 
| N.º   | Título                    | Duración |  |
| 1.    | «Happiness Is Easy»       | 6:30     |  |
| 2.    | «I Don't Believe in You»  | 5:02     |  |
| 3.    | «Life's What You Make It» | 4:29     |  |
| 4.    | «April 5th»               | 5:51     |  |
| 5.    | «Living in Another World» | 6:58     |  |
| 6.    | «Give It Up»              | 5:17     |  |
| 7.    | «Chameleon Day»           | 3:20     |  |
| 8.    | «Time It's Time»          | 8:14     |  |
| 45:40 |                           |          |  |

## Posicionamiento en listas
| Listas (1986)                  | Mejor posición |
| ------------------------------ | -------------- |
| Alemania (Offizielle Top 100)  | 11             |
| Austria (Ö3 Austria)           | 16             |
| Estados Unidos (Billboard 200) | 58             |
| Noruega (VG-lista)             | 12             |
| Nueva Zelanda (RMNZ)           | 7              |
| Países Bajos (Album Top 100)   | 1              |
| Reino Unido (UK Albums)        | 8              |
| Suecia (Sverigetopplistan)     | 25             |
| Suiza (Schweizer Hitparade)    | 3              |

## Certificaciones
| País (Certificador) | Certificación | Ventas certificadas |
| --- | ------------- | ------------------- |
| Canadá (Music Canada) | Oro           | 50 000*             |
| Reino Unido (BPI) | Oro           | 100 000*            |
| ^cifras de envíos basadas únicamente en la certificación xcifras no especificadas basadas únicamente en la certificación |               |                     |